# Painted Love
Painted Love war eine in Deutschland produzierte virtuelle Boyband.
Als Sänger für das Projekt wurde Christoph Rau verpflichtet. Mit dem Produzenten Felix Gauder entstand eine Danceversion des Klassikers You Can Do Magic, im Original von America. Für die Single wurde eigens ein Comicheft gedruckt und ein aufwändig animiertes Video produziert. Nach der zweiten Single One in a Million wurde das Projekt wieder aufgelöst.

## Diskografie
Singles
- 1996: You Can Do Magic
- 1997: One In a Million